# 日本体育大学健志台野球場
日本体育大学健志台野球場（にほんたいいくだいがくけんしだいやきゅうじょう）は、神奈川県横浜市青葉区の日体大健志台キャンパス内にある日本体育大学硬式野球部専用野球場。主に野球部の練習や首都大学野球リーグで使用する。

## 施設概要
- 内野：土 外野：人工芝
- 両翼：95m 中堅：120m
- 収容人員：約600人
- 照明：あり[1]
- スコアボード：パネル式

## 交通アクセス
東急田園都市線・青葉台駅から日体大行きバス、終点下車